# マーチ・842
マーチ・842（March 842）は、イギリスのマーチ・エンジニアリングが1984年のフォーミュラ2（F2）選手権用に作成したマシンでラルフ・ベラミーが設計した。
マーチのF2マシンとして、初めてカーボンファイバー（CFRP）をモノコック部に採用し、前年度のマーチ・832よりホイールベースを約100㎜短縮してフロントサスペンションを変更した。
マーチは、前年の1983年にインディカー界の主要チームの「クラコ」と提携関係を深めたので、マーチの量産車を「クラコ・マーチ」と呼ばせるようになった。したがってこのマーチ・842の正式名称は、「クラコ・マーチ・842」となる。
2.0 L (120 cu in) BMW・M12/7 4気筒エンジンを搭載し、300 hp (220 kW) 発生した。1984年のヨーロッパF2選手権で使用され、パスカル・ファブルがホッケンハイムで優勝を記録し、シーズン後半に入ってからはエマニュエル・ピロがドニントン・パークで2位を記録した。ドライバーズランキングではクリスチャン・ダナーが5位とマーチ勢で最上位だった。

## 概要
マーチは、1979年度シーズンからF2レースに、ウイングカー（グランドエフェクトカー）の提供を開始して以来、F2のウイングカーを量産供給するコンストラクタになった。
マーチは、F2ウイングカーに対して
①サイドウイングのサイズアップとリファインによる大きなダウンフォースの確保
②サイドウイングのサイズアップを可能にするためのナロー・シャーシ化
③大きなダウンフォースに対応するためのシャーシとサスペンションの強化
相反する項目もあるが、これらのバランスをうまくとったマシンを市場に供給して、ユーザーを獲得してきた。
1984年からFIAは、F2にもフラットボトムレギュレーションを導入した。このフラットボトムレギュレーションは、F1とは異なり、フレームの底部がフラットであること及びこのフラット面からサイドウイングのスカート下端が低い位置（ロードクリアランスとして40㎜以上確保する）にあってはならないという規定である。
ラルフ・ベラミーは、これらの要求をうまくまとめてマーチ・842の設計を行った。
CFRPを使用したモノコックフレームと前輪にプルロッド式インボードサスペンションを組み合わせて、サイドウイングの拡大を行うと同時にエンジンを約4度前掲させて、エアトンネル部後部のスペース拡大をとり、マシンの空力特性と剛性確保を行った。

### フレーム
モノコック・タブは、上半分をCFRP/下半分をアルミハニカム材のハイブリッド構造にして、リベットで結合してナローモノコックを実現している。CFRPをモノコック・フレームのウエストラインより上部に使用して、センターカウルを省略して、ドライバーの肩の高さまで完全にカバーしている。モノコック・タブの下半分のバルクヘッドや左右のプレート及びフロア等の構成部材は、アルミ・ハニカムプレートで作成されている。コックピットを囲む部分は、二重構造になっており、内側のパネルの下端は、左右のハニカムプレートとコックピット前後のバルクヘッドにリベットされている。
バルクヘッドは、前からマスターシリンダーとロアアームのフロント側マウント用バルクヘッド、その後方にダンパーとサスペンションアームを前後で挟む２枚のバルク
ヘッド、メーターパネル部、バックレスト、後端のバルクヘッドの合計9枚の構成である。モノコック内部には、逆L字型の縦貫材が前端からバックレストまでリベット止めされている。以上のようにモノコックは、ナローであるが非常に強固なものになっている。
燃料タンクは、バックレストとリアバルクヘッドの間に設置され、CFRPでフルカバーされている。
エンジンの搭載に関しては、前年度のマーチ・832（832）と同様の方法（ダイレクト・マウント）を使用するが、エンジンが842では、約4度前傾搭載されるので、それに伴いエンジン前端をマウントする上下のマグネシウム製クロスメンバーの形状が一部832から変更となった。モノコック後端とオイルタンクを兼用するクラッチハウジングをつなぐハニカムメンバーも832と同様に使用されている。
なお　このハニカムメンバーは、ホンダV6エンジン搭載時に排気管と干渉するので、ホンダエンジン搭載時には、取り外された。
エンジンにドッキングされているギアボックスも4度前傾するので、リアサスペンションが前傾しないように、サスペンション支持を兼ねるクラッチハウジングと後方のブリッジ・プレートが新設計された。また強度を確保するため　モノコック後端下部とクラッチハウジングをつなぐ鋼管トラスが復活した。
フラットボトム規定への対応として、モノコック前端からエンジンの中程まで高圧縮ベニアを貼り付け、規定のロードクリアランス高さ40㎜の確保と走行中のモノコック底面の接触を防止している。

### ノーズセクション
ノーズ部分は、モノコックのバルクヘッドの外になるので、モノコックとは別体のカウルで覆われている。ノーズセクションのカウルには、フロントウイングが装着されている。
ノーズカウルは、ウエッジシェイプで、前面からの空気流を上方へ逃す形になっている。832みたいに、前面からの空気流を左右サスペンションアームの間に導くようなダクト形状は、採用していない。ノーズセクションの底面は、フラット形状になっている。
なお　ノーズセクションとセンターカウルの一部には、ペダル等の調整時に取り外し可能なパネルが設置されている。

### サイドポンツーン
842は、ナローモノコックにしたことで、サイドウイングの幅を広げることができた。
フラットボトムレギュレーション規定で、サイドウイング横のウイングスカート部にもロードクリアランス40㎜が適用されるので、スカート部にもモノコックと同じ高圧縮べニアを幅120㎜で貼り付けた。幅の広いスカート部は、スカート外側からウインドトンネルに流れ込む空気にとって、同じスカートクリアランスでも距離が長いほど抵抗が大きくなりからである。
ウインドトンネル部の形状は、832では、入り口部では間隔が広く後方にいくにつれて狭くなっていたが、842では、ほぼストレートとなり、空気の流れを良くしている。
サイドウイングの下面形状は、リアサスペンションのアッパー側ビボットに干渉しないように後部の跳ね上がりが強くなり幅方向に段がついた。
エンジンアンダーカバー部も、エンジンが4度前傾されているので、エンジンの中ほどより後方は、せりあがった形状になって、車体中央部でもダウンフォースを稼ぐようになった。

### 冷却系
レイアウト的には、832と同様　サイドウイングウイング内のツイン・ラジエターとロールバー後方のオイルクーラーである。
モノコックの幅が狭くなったので、ラジエターのインレット側は、吸入口をボディサイドから数センチ離して、境界層外の気流を取り入れている。アウトレット側には、排出口を半分ほどカバーしてふさぎ、カバーの大きさで水温コントロールができるようにしている。
ホンダエンジン搭載時には、左側に大型ウォータ・ラジエター/右側に大型オイルクーラーのレイアウトになり、左側サイドポンツーンが右側よりも厚くなり、左右非対称となった。

### サスペンション
- フロントサスペンション

前輪にプルロッド式インボード・サスペンションをマーチとして初めて採用した。
このタイプのサスペンションでは、ダンパー上端をフレームに固定し、下端をガイドアームでアッパーアームの動きを案内することになる。ダンパーとガイドアームを幅の狭いフレーム内に収納するためには、ダンパー・アームをモノコック・フレームのフロア上に置かなければならない。そのためドライバーの着座位置に対して、フロントタイヤを後退させてダンパーアームをふくらはぎの下に持ってきた。
このレイアウトにより、ペダル位置がダンパーの位置より前方になり、幅の狭いモノコック・フレームの中で充分な余裕をもって、3つのペダルを並べることができた。また　ダンパー部は、ドライバーの足を保護するためにカバーが設けられている。
上記の結果　842は、フロント・タイヤが後退することによりホイールベースが短縮されたが、このままではフロント荷重が増加する。それを補うために、フロント・トレッドを拡大した。一方　空力的理由でも、サイドウイングに対する気流を増大させるためにも、フロント・トレッドの拡大が必要となった。
従来のロッキングアーム式では、レバーレシオの関係からアームの支点をフレーム側面より外へ張り出す必要があった。ところがこの張り出しは、サイドウイングに当たる空気流を乱す位置にある。またフロントトレッドの拡大には、上下アームの長さを長くする必要があり、曲げ応力のかかるロッキングアームでは、相当強固にしなければならない。
プルロッド式では、アームやロッドには、曲げモーメントは作用せず単純な圧縮や引張応力が作用するだけで、アームやロッドは、細くて気流を乱す度合いの少ない形状をすることが可能となり、フレーム側面の外側に支点を張り出す必要もなくなる。
- リアサスペンション

リアサスペンションは、前年度の832と同じロッキングアーム式インボードサスペンションを採用したが、曲げ応力の作用する部分は、より強固な形状に変更した。
またアップライトも新設計で、ロアアーム側の取り付けボルトを前後方向に通して両持ちにしている。

### エンジン
F2用としては、2000ccのBMW・M12/7とホンダ・RA266が使用された。
ホンダエンジンは、限定供給であった（欧州ではラルト/日本では特定のチームに供給）。
なお1985年に日本のF2選手権で、ヤマハ・OX66が使用された。
富士グランチャンピオンレース（GC）用で、BMW/M12とマツダ・13Bとヤマハ・OX66が使用された。

## マーチ・842をベースとしたマシン
1980年前後から、欧州F2選手権では、観客数の減少が始まった。それに合わせて、参戦にかかる経費が急騰するようになった。
特にホンダの参戦により、ホンダはBMWよりエンジン出力で優位にあり、BMW勢はホンダに対抗するため、のきなみ高回転域を多用することでかろうじて対応していた。
この結果、BMWエンジンは、耐久性を落とし、エンジンのメンテナンスコストが高騰し、エンジンチューナにその費用を払うことができないチームが発生するような事態が発生した。
このような事態から脱するために、エンジンの回転数制限のアイディアが出てきた。具体的には、F1サイドからの働きかけにより、ターボ付1500 ccエンジンの登場によりF1チームの中で余剰になった従来使用していたNAの3000ccのDFVの回転数を抑制（最大回転数9000rpm）して使用することでエンジン費用を削減する案を実施するようになった。
エンジン規定がF2から大幅に変更になったので、この新しいフォーミュラカーレースの名称は、3000 ㏄のエンジンを使用するフォーミュラ・リブレということでF3000という名称が与えられ、1985年から欧州で開催されるようになった。
一方　日本では、JAFが現行のF2規定を4年間継続することを決めたので、ヤマハが1985年からF2選手権への参戦し、使用希望者に対して、レンタル供給を行うことを表明した。その結果　日本では、F2選手権をヤマハの供給期間中継続（1985年と1986年の2シーズン）することになった。
このように日本と欧州とで、F2選手権への対応が異なったので、両地域からマシン供給の依頼を受けるマーチは、1985年のマシンを両カテゴリーに対応した共用マシンの製造が必要となり、1984年のマシンのマイナーチェンジで対応を行った。

### マーチ・85B
1985年の欧州F3000用のマシンをマーチ・85Bとして供給した。
842をベースに、DFVをダイレクト・マウントして、サスペンション・アームの強度を向上させて、FIAのフラットボトム規制への対応を実施した。
詳細内容は、マーチ・85Bを参照のこと。

### マーチ・85J
1985年の日本のF2選手権用のマシンをマーチ・85Jとして供給した。
842をベースに、FIAのフラットボトム規制への対応を実施した。
スピードスター・レーシングの浜田代表は、国内選手権用に85Jを2台/F3000の研究用に85Bを1台購入したが、オートスポーツ誌のインタビューで、「85Bでは新規設計を行っている箇所があるが、85JはマーチのF2用の在庫品を処理するために作成したマシン」と辛らつな談話を発表していた。

### MCS-VI
MCS-VI（VI）は、ムーンクラフトが1985年のGCシリーズ用に開発したマシンでマーチ・842専用カウルとなった。
開幕戦には、参戦24台中13台がMCS-VI/マーチ・842で、搭載エンジンでは、BMWが10台/REが2台/ヤマハが1台となっている。
1985年の車両規定変更で、リアオーバーハングが短くなり、すべてのエンジンにマフラーの搭載が義務つけられた。
842は、前作の832よりホイールベースが約100㎜短く、トレッドが約50㎜広くなっているので、この寸法差をカウルやサスペンションで吸収することには無理があるし、またリアオーバーハングを短くするとそれに合わせてフロントオーバーハングを短くするしなければバランスが確保できない。したがって　85年用のVIでは、842専用カウルが必要となった。VIの専用カウルは、前作のムーンクラフト・MCS-V（V）よりも全長で約330㎜短くなり、全幅が約50㎜広くなった。
VIのフロントは、Vよりもダルノーズになっている。また842専用カウルとなったことで、デザインの自由度がまし、842の特徴的なモノコックシャーシを露出させている。カウルは、モノコックシャーシ露出用に大きな穴を開けたので、剛性が低下するので補強が必要となり軽量化ができなかった。カウルとしては、中央部に大きな穴があり、その穴から上記の842のモノコックとエンジンのエアインテークが出てくるかたちになる。カウルの天面は、モノコック露出部より低い位置にあり、各フェンダー部がそれぞれ島状に高く出ている。
冷却系に関しては、右側ポンツーンに空気流入ダクトを拡大して、大型ラジエターを前傾させて配置し、冷却風をボディ側面から取り入れ、カウル天面に抜いている。なお冷却の厳しいエンジン（マツダ13B、ヤマハ）に対しては、左側ポンツーンにⅤで使用したラジエターコンポーネントを追加できるようにしている。
VIは、Vよりも全長が短く全幅が広いがそれにもかかわらずCd値がⅤよりも低くなっている。風洞実験によれば、Ⅴは0.44に対してⅥは0.4で約9％低下した。これは、空洞ポンツーン内の気流が改善されたことが主因である。842は、モノコック及びリアサブフレーム部にでっぱりがなく、カウル内部のエアフローがスムーズに流れるからである。
空洞ポンツーン内のスムースなエアフローは、フロントとリアの両方でダウンフォースが増加し、リアウイングと内部の抵抗が減少する。VIとVは、結果としてダウンフォース発生点は移動していない。
排気系は、後方排気として、ギアボックスの側面にメガホン部にマフラーを設置している。そのためリアサスペンション部の気流を妨げている。
シャーシとしては、GCの規定で最小地上高がF2よりも20㎜高く設定されているので、フロント側はプルロッドの短縮/リア側はダンパーのアッパーアイを延長することで対応している。エンジンの搭載は、GCでは、ウイングカー構造が禁止されているのが、BMW勢は前年度のF2と同じ前傾、RE勢は、従野は前傾/赤池は水平、ヤマハのG・リースは水平と対応が分かれた。
前傾搭載は、リアサスペンションジオメトリを変更しないためであり、赤池の水平マウントはBMWよりも高い位置にある出力軸に合わせるためで、G・リースの水平はF2のマーチ・85Jと搭載方法を合わせるためである。水平マウントにすると、リアサスペンションが前傾するので、サスペンションマウントの作り変えが必要になる。
RE搭載車は、ねじりに弱いREに対応するため、BMW搭載車のリアフレームをベースにさらにパイプフレームを強化した。